# Urceolella appressipila
Urceolella appressipila är en svampart som beskrevs av Graddon 1986. Urceolella appressipila ingår i släktet Urceolella och familjen Hyaloscyphaceae.   Inga underarter finns listade i Catalogue of Life.